# Mirko Kramarić
Mirko Kramarić (Zagabria, 27 gennaio 1989) è un calciatore croato, difensore dell'Union Remich/Bous.

## Carriera

### Club

#### Gli inizi
Kramarić ha cominciato la carriera professionistica con la maglia della Dinamo Zagabria, per poi passare alla Lokomotiva Zagabria nel gennaio 2009. La squadra, militante nella Druga hrvatska nogometna liga, ha conquistato la promozione al termine del campionato.
Kramarić ha esordito nella massima divisione locale in data 10 aprile 2010, quando è subentrato a Tomislav Martinac nella sconfitta per 1-0 sul campo della Dinamo Zagabria. Restò in squadra fino al gennaio successivo.

#### Inter Zaprešić e Istra 1961 Pola
Successivamente, è stato ingaggiato dall'Inter Zaprešić. Ha debuttato con questa maglia in data 11 marzo 2011, contro la sua ex squadra della Lokomotiva Zagabria: schierato titolare, ha trovato anche la rete nel successo esterno per 2-4. L'Inter Zaprešić ha giocato nella massima divisione croata fino al termine del campionato 2012-2013, quando è retrocesso. Kramarić vi è rimasto in forza fino al gennaio 2014.
In seguito, è stato ingaggiato dall'Istra 1961 Pola. Il primo incontro con questa casacca lo ha disputato 6 febbraio 2014, quando è stato impiegato come titolare nella sconfitta casalinga per 1-3 contro la Dinamo Zagabria.

#### Haugesund
Il 5 agosto 2014, si è aggregato ai norvegesi dello Haugesund per sostenere un provino. L'8 agosto, ha firmato ufficialmente un contratto che lo legava al club per un anno e mezzo e ha scelto la maglia numero 4. Il 10 agosto ha esordito nell'Eliteserien, subentrando ad Alexander Stølås nel pareggio per 1-1 contro il Viking.
Mai utilizzato in campionato nell'annata successiva, a luglio 2015 si è aggregato ai ciprioti dell'Aris Limassol in prova. Non ha però firmato alcun accordo con il club ed è quindi rimasto all'Haugesund sino al termine della stagione, svincolandosi.

#### Željezničar
Libero da vincoli contrattuali, il 28 novembre 2015 ha firmato ufficialmente per i bosniaci dello Željezničar, legandosi con un accordo valido a partire dal 1º gennaio 2016.

## Statistiche

### Presenze e reti nei club
Statistiche aggiornate al 1º luglio 2016.
| Stagione                   | Club                       | Campionato                 | Campionato | Campionato | Coppe nazionali | Coppe nazionali | Coppe nazionali | Coppe continentali | Coppe continentali | Coppe continentali | Supercoppe | Supercoppe | Supercoppe | Totale | Totale |
| Stagione                   | Club                       | Comp                       | Pres       | Reti       | Comp            | Pres            | Reti            | Comp               | Pres               | Reti               | Comp       | Pres       | Reti       | Pres   | Reti   |
| -------------------------- | -------------------------- | -------------------------- | ---------- | ---------- | --------------- | --------------- | --------------- | ------------------ | ------------------ | ------------------ | ---------- | ---------- | ---------- | ------ | ------ |
| 2008-gen. 2009             | Dinamo Zagabria            | 1.HNL                      | 0          | 0          | CC              | ?               | ?               | UCL+CU             | 0                  | 0                  | -          | -          | -          | 0+     | 0+     |
| gen.-giu. 2009             | Lokomotiva Zagabria        | 2.HNL                      | 15         | 0          | CC              | ?               | ?               | -                  | -                  | -                  | -          | -          | -          | 15+    | 0+     |
| 2009-2010                  | Lokomotiva Zagabria        | 1.HNL                      | 4          | 0          | CC              | ?               | ?               | -                  | -                  | -                  | -          | -          | -          | 4+     | 0+     |
| 2010-gen. 2011             | Lokomotiva Zagabria        | 1.HNL                      | 3          | 0          | CC              | ?               | ?               | -                  | -                  | -                  | -          | -          | -          | 3+     | 0+     |
| Totale Lokomotiva Zagabria | Totale Lokomotiva Zagabria | Totale Lokomotiva Zagabria | 22         | 0          |                 | ?               | ?               |                    | -                  | -                  |            | -          | -          | 22+    | 0+     |
| gen.-giu. 2011             | Inter Zaprešić             | 1.HNL                      | 10         | 2          | CC              | ?               | ?               | -                  | -                  | -                  | -          | -          | -          | 10+    | 2+     |
| 2011-2012                  | Inter Zaprešić             | 1.HNL                      | 20         | 1          | CC              | ?               | ?               | -                  | -                  | -                  | -          | -          | -          | 20+    | 1+     |
| 2012-2013                  | Inter Zaprešić             | 1.HNL                      | 27         | 4          | CC              | 1               | 0               | -                  | -                  | -                  | -          | -          | -          | 28     | 4      |
| 2013-gen. 2014             | Inter Zaprešić             | 2.HNL                      | 13         | 0          | CC              | 2               | 0               | -                  | -                  | -                  | -          | -          | -          | 15     | 0      |
| Totale Inter Zaprešić      | Totale Inter Zaprešić      | Totale Inter Zaprešić      | 70         | 7          |                 | ?               | ?               |                    | -                  | -                  |            | -          | -          | 70+    | 7+     |
| gen.-giu. 2014             | Istra 1961 Pola            | 1.HNL                      | 11         | 0          | CC              | 2               | 0               | -                  | -                  | -                  | -          | -          | -          | 13     | 0      |
| ago.-dic. 2014             | Haugesund                  | ES                         | 4          | 0          | CN              | 1               | 0               | UEL                | -                  | -                  | -          | -          | -          | 5      | 0      |
| 2015                       | Haugesund                  | ES                         | 0          | 0          | CN              | 1               | 0               | -                  | -                  | -                  | -          | -          | -          | 1      | 0      |
| Totale Haugesund           | Totale Haugesund           | Totale Haugesund           | 4          | 0          |                 | 2               | 0               |                    | -                  | -                  |            | -          | -          | 6      | 0      |
| gen.-giu. 2016             | Željezničar                | PL                         | 7          | 0          | CBE             | 4               | 0               | -                  | -                  | -                  | -          | -          | -          | 11     | 0      |
| Totale                     | Totale                     | Totale                     | 118        | 7          |                 | 11+             | 0+              |                    | 0                  | 0                  |            | -          | -          | 130+   | 7+     |